# Pseudochirella semispina
Pseudochirella semispina är en kräftdjursart som beskrevs av Vervoort 1949. Pseudochirella semispina ingår i släktet Pseudochirella och familjen Aetideidae. Inga underarter finns listade i Catalogue of Life.